# Молдасанов, Жолсеит
Жолсеи́т Молдаса́нов (каз. Жолсейіт Молдасанов; 12 июня 1930 — 7 июля 2015) — советский и казахский овцевод, старший чабан совхоза «Каркаринский» Кегенского района Алма-Атинской области, Герой Социалистического Труда (1973), лауреат Государственной премии СССР (1985). Заслуженный работник сельского хозяйства Казахской ССР (1965).

## Биография
Родился в селе Тогызбулак Кегенского района Алма-Атинского округа Казакской АССР. Происходит из рода бозым племени албан Старшего жуза. Потомственный овцевод, с детских лет помогал старшим братьям.
С 1947 года — чабан, затем старший чабан совхоза «Каркаринский» Кегенского района. Стабильно обеспечивал результаты, считавшиеся рекордными. В 1971 году получил 158 ягнят на 100 овцематок, в 1972—160 ягнят, в 1973—171, 1978—176. Настриг шерсти доходил до 4,5 кг с овцы. Пятилетку выполнял за 3 года.
Указом Президиума Верховного Совета СССР от 6 сентября 1973 года присвоено звание Героя Социалистического Труда.
Заслуженный работник сельского хозяйства Казахской ССР (1965). Лауреат Государственной премии СССР 1985 года.
Депутат Верховного Совета Казахской ССР, делегат XXIV, XXV, XXVI съездов КПСС, член Центральной ревизионной комиссии КПСС.
Награждён двумя орденами Ленина и орденом Октябрьской Революции.
Семья: жена Ултуар, 10 детей.
Умер 7 июля 2015 года на 86-м году жизни. Похоронен на Кенсайском кладбище.